# Ismene (Tochter des Oidipus)

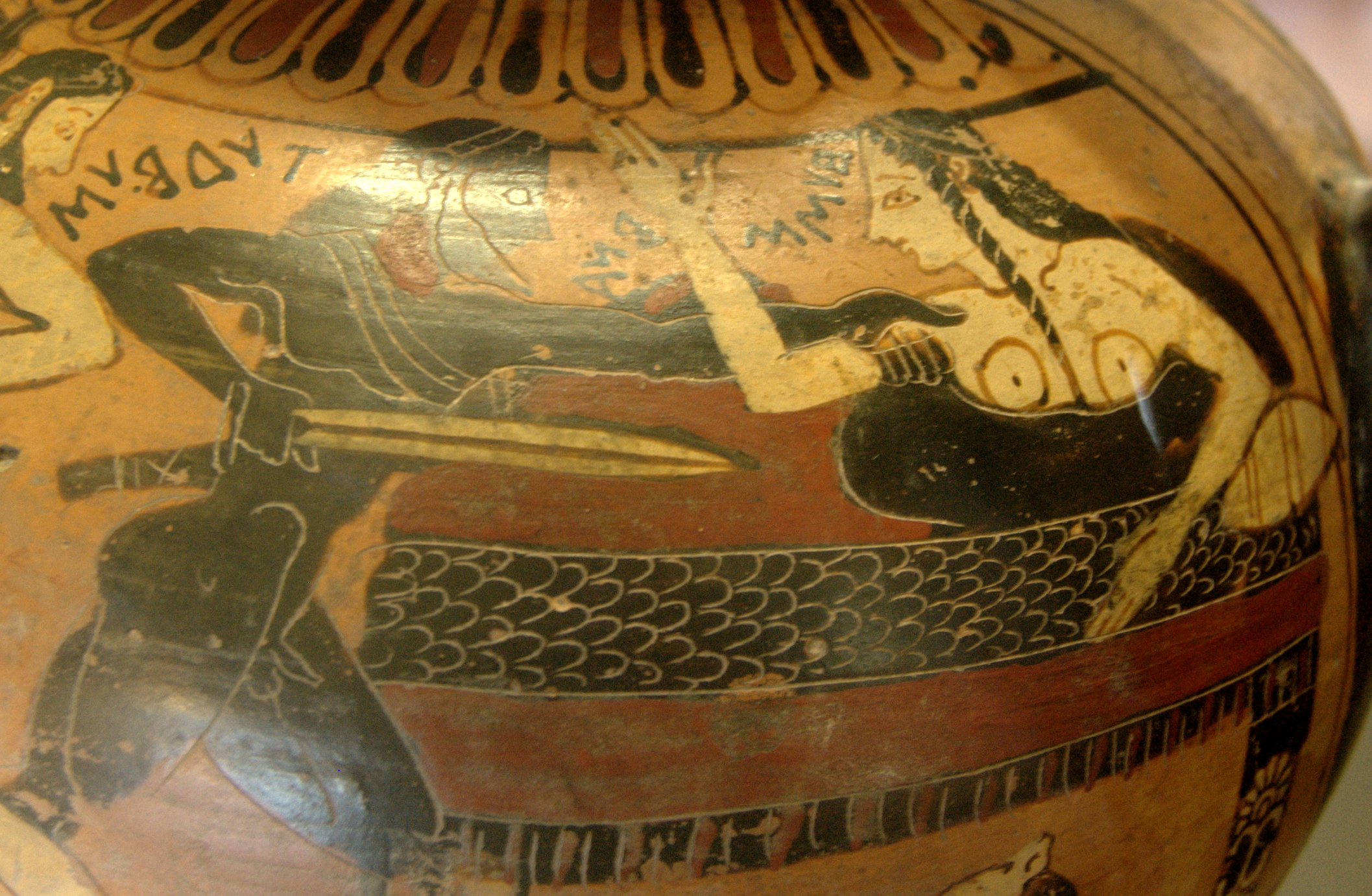
Tydeus und Ismene. Korinthische schwarzfigurige Amphora, um 560 v. Chr., Louvre (E 640).

Ismene (altgriechisch Ἰσμήνη Ismḗnē) ist eine Figur der griechischen Mythologie. Sie war die Tochter von Ödipus und Schwester der Antigone, des Polyneikes und des Eteokles.
Als ihre Mutter werden sowohl Iokaste (auch Jokaste oder Epikaste genannt) als auch Euryganeia aufgeführt.

## Versionen
Einer Version nach war Ismenes Mutter Iokaste, welche mit dem thebanischen König Laios verheiratet war und nach dessen Tod eine zweite Ehe mit ihrem Sohn oder Stiefsohn Ödipus einging. Ihre und Ödipus’ Kinder (Ismene, Antigone, Polyneikes und Eteokles) gingen aus mehreren inzestuösen Vergewaltigungen durch Ödipus hervor. Es heißt, nachdem Eteokles und Polyneikes dieses Verbrechen ihres Vaters herausgefunden hatten, vertrieben sie Ödipus aus Theben. Anderen Quellen nach tritt Ödipus als König von Theben zurück oder verstarb.
Ismene blieb nach der Vertreibung ihres Vaters in Theben und ging nicht mit ihm. Sie ging jedoch zu Ödipus, als dieser verstarb, und nahm ihre Schwester Antigone daraufhin wieder zurück nach Theben.
Ion berichtet, Antigone und Ismene seien von ihrem Neffen Laodamas, dem Sohn ihres Bruders Eteokles, im Tempel der Hera verbrannt worden oder aber entehrt.
Als Antigone schließlich im Sterben lag, versuchte Ismene, das Schicksal ihrer Schwester zu teilen. Antigone stieß sie jedoch zurück und ging allein in den Tod.
Einer anderen Version zur Folge war ihre Mutter Euryganeia, welche Ödipus nach dem Tod von Iokaste heiratete.
Ismene wurde von Periklymenos (wahrscheinlich ist der thebanische Held Periklymenos gemeint) geliebt. Eines Nachts schlich ihr Tydeus – ein Feldherr der Angreifer – auf Betreiben Athenes in Begleitung des Knappen Klytios nach und überraschte die beiden. Periklymenos floh, Ismene aber wurde von Tydeus getötet. Eine Quelle am Ort dieses Zusammentreffens trägt seither ihren Namen. Diese Erzählung ist auf einer korinthischen Vase aus dem Louvre abgebildet.

## Interpretationen
In Sophokles’ Tragödie Antigone wird Ismene als eine junge Frau mit einer sanften und gehorsamen Natur dargestellt. Im Gegensatz zu ihrer rebellischen Schwester Antigone ist Ismene eher vorsichtig und ängstlich, was sich in ihrer Haltung gegenüber den Befehlen des Königs Kreon zeigt. Ismene warnt Antigone davor, gegen die Anordnung des Königs zu handeln und ihren Bruder Polyneikes zu bestatten. Sie argumentiert, dass Frauen nicht für politische Angelegenheiten verantwortlich seien und es ihre Pflicht sei, den Gesetzen zu gehorchen. Trotz ihrer Angst vor den Konsequenzen unterstützt Ismene ihre Schwester jedoch moralisch und zeigt Mitgefühl für ihr Schicksal. In einem berühmten Dialog zwischen den beiden Schwestern erklärt Ismene, dass sie Antigones Entscheidung, ihren Bruder zu bestatten, bewundert, aber ihre eigenen Ängste sie daran hindern, sich ihr anzuschließen.

## Symbolik
Die Figur der Ismene wird oft als Symbol für diejenigen betrachtet, die sich den Autoritäten beugen und Konventionen folgen, während Antigone für diejenigen steht, die ihre eigenen Überzeugungen und moralischen Prinzipien über die Befehle der Mächtigen stellen. Ismene repräsentiert somit die Komplexität und Vielfalt menschlicher Charaktere und die Spannung zwischen individueller Freiheit und sozialer Ordnung.

## Belege
1. 1 2 3 4 5 6  Joël Schmidt: Dictionnaire de la mythologie grecque et romaine. Paris, Larousse (Nancy, impr. Berger-Levrault), 1965, ISBN 2-03-505550-4 (archive.org [abgerufen am 16. Januar 2024]).
2. 1 2 3 4 5 6 7  W. H. ROSCHER (Hrsg.): Ausführliches Lexikon der griechischen und römischen Mythologie. Zweiter Band, Erste Abteilung. B. G. Teubner, Leipzig 1894, S. 285, 550, 1248, 1249 (archive.org [PDF; 103,0 MB; abgerufen am 16. Januar 2024]).
3. 1 2 3  Ismene. In: Der Neue Pauly, Herausgegeben von Hubert Cancik und Helmuth Schneider. Brill Online, 2021, abgerufen am 31. Mai 2023.
4. ↑  RE IX,2 S. 2135, Ismene 1. Abgerufen am 17. Januar 2024.
5. ↑  Louvre E 640 (Vase). Abgerufen am 16. Januar 2024.